# Sari Arponen
Sari Marjaana Arponen (Ruokolahti, Finlandia, 1977) es una médica, profesora universitaria, investigadora y divulgadora finlandesa y residente en España, que se dedica a la formación y divulgación sobre la microbiota.

## Biografía
Nació en Ruokolahti, un municipio al sureste de Finlandia en 1977. Cuando tenía 10-11 años, sus padres decidieron mudarse a la costa murciana. Tras acabar sus estudios de Secundaria en España, estudió Medicina en la Universidad de Murcia. Estudió Medicina porque desde pequeña le fascinaba la bioquímica. Le interesaba más la investigación y pensaba pasarse al segundo ciclo de Bioquímica después de 3.º de Medicina, pero el contacto con pacientes en el tercer curso cambió de opinión y finalmente se hizo médica, escogiendo la Medicina Interna por su vocación generalista.
Tras licenciarse en Medicina y Cirugía por la Universidad de Murcia, fue a Madrid para cursar la especialidad en Medicina Interna en el Hospital Universitario de La Princesa. Se centró en el estudio y tratamiento de enfermedades infecciosas (infectología). Es doctora en Ciencias Biomédicas por la Universidad Complutense de Madrid. Su tesis doctoral versó sobre la coinfección por el VIH y la hepatitis C.
Se especializó en Medicina Interna en el Hospital Universitario de La Princesa de Madrid. Tiene un máster en Enfermedades Infecciosas y otro en VIH, un posgrado de tres años en Psiconeuroinmunología Clínica por la Universidad Pontificia de Salamanca y otro máster en Nutrición Genómica y de Precisión.

### Trayectoria profesional
Durante su formación como médica se interesó en nutrición, microbiota, medicina evolutiva y psiconeuroinmunología clínica.
Desde el año 2000 ha trabajado en la sanidad pública española. Vivió en Madrid trabajando en muchos hospitales de la Comunidad (La Princesa, Carlos III, Fuenlabrada, Gregorio Marañón, Santa Cristina, Vallecas, Torrejón de Ardoz, Virgen de la Torre…).
Es también docente universitaria, y se dedica a la formación y divulgación en el ámbito de la microbiota y la medicina del estilo de vida. Junto a dos compañeras, es cofundadora de Slow Medicine Revolution, una plataforma de divulgación sobre salud y estilo de vida centrada en un podcast con el mismo nombre.

## Obras
- ¡Es la microbiota, idiota! (Alienta, 2021).[6]
- El sistema inmunitario por fin sale del armario (Alienta, 2022).[7]